# Grand Théâtre de Bordeaux

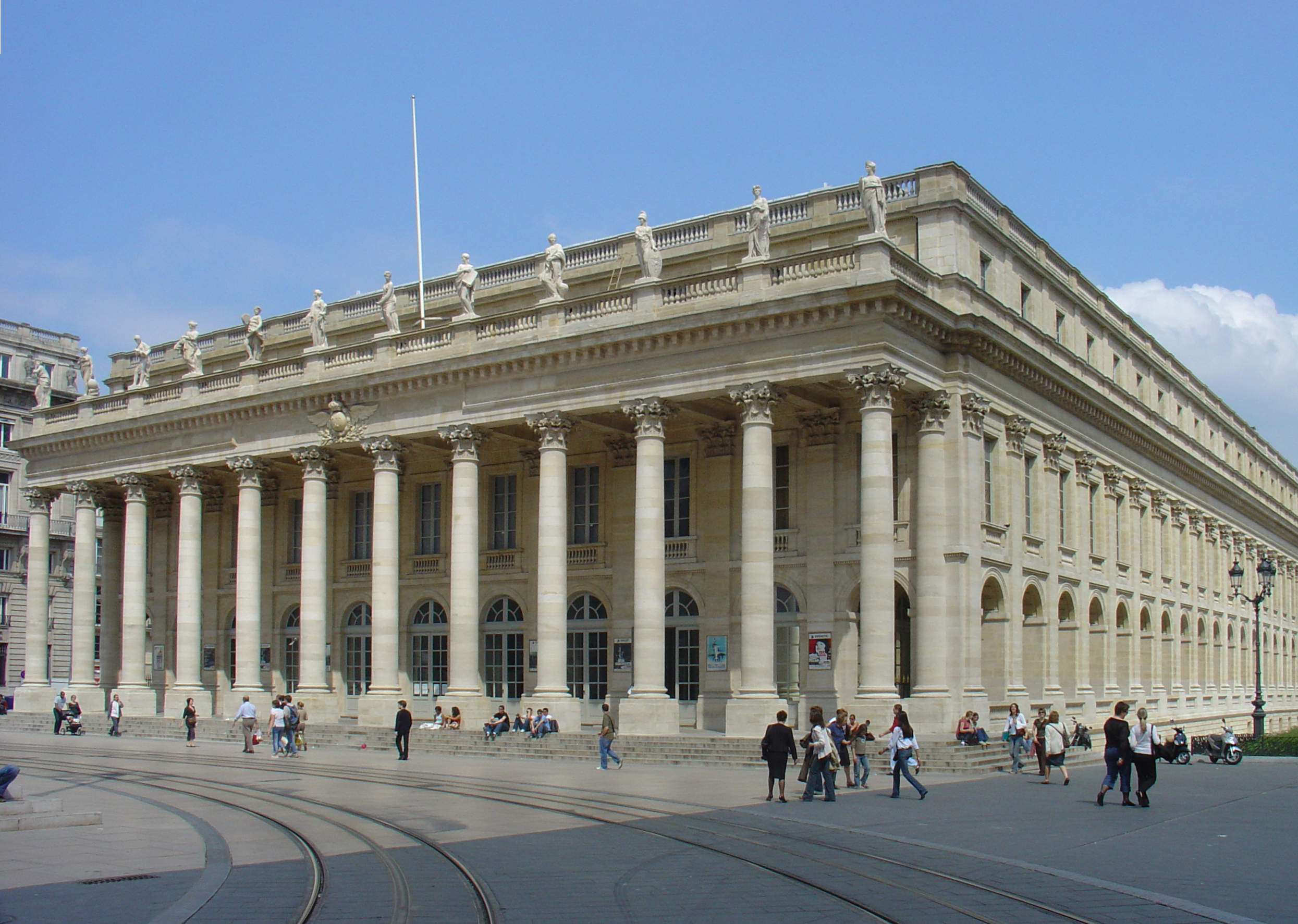
Grand Théâtre de Bordeaux

Das Grand Théâtre de Bordeaux oder auch Grand Théâtre (Bordeaux) ist ein historisches Gebäude in der südwestfranzösischen Großstadt Bordeaux und ein bedeutendes Bühnenhaus für Oper und Theater.

## Lage und Beschreibung

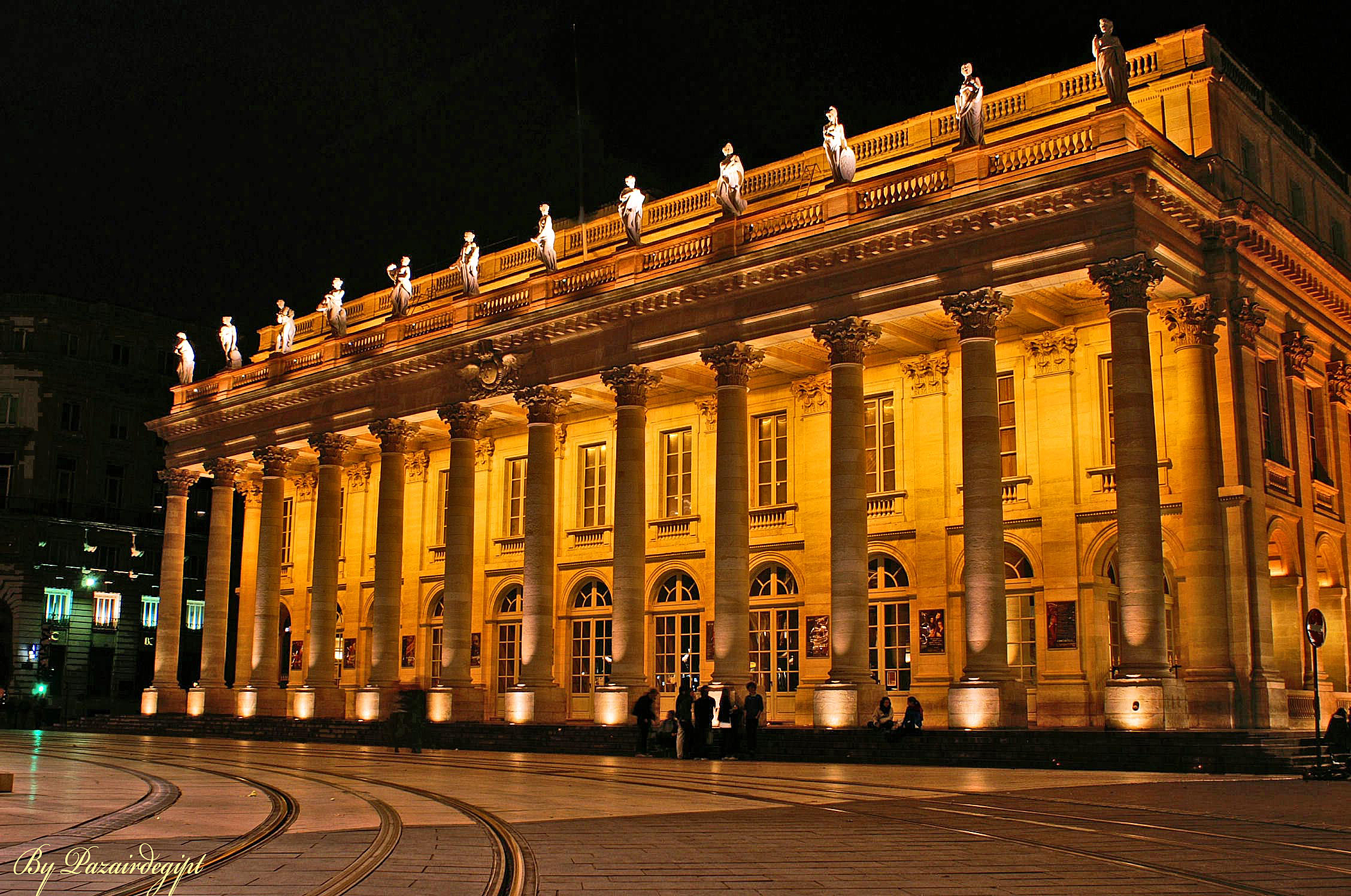
Das Grand Théâtre bei Nacht

Das Grand Théâtre ist das bedeutendste Theater der Stadt und der Metropolregion im Südwesten Frankreichs und ist Spielstätte der Opéra National de Bordeaux für Oper/Operette, Sprechtheater, Konzerte, Tanztheater sowie für Veranstaltungen. Das Grand Théâtre de Bordeaux mit etwa 1100 Besucherplätzen liegt im Zentrum der Stadt Bordeaux etwa 300 Meter westlich des Ufers der Garonne.
Das Theatergebäude besteht aus einem im Grundriss annähernd rechteckigen Bau, dessen Hauptfront etwa nach Südwesten hin zum Place de la Comedie hin ausgerichtet ist. Es wurde aus braunem Naturstein errichtet und besitzt zwei hoch aufragende Vollgeschosse sowie ein niedrigeres Staffelgeschoss mit einem leicht geneigten Metalldach. Das Eingangsportal ist über fünf Stufen einer Freitreppe erreichbar und wird von zwölf Säulen im korinthischen Stil mit dementsprechend ausgeführten Kapitellen eingerahmt. Darüber befinden sich zwölf Statuen: Die der neun Musen sowie der Göttinnen Juno, Venus und Minerva.

## Geschichte
Das Theater wurde in den Jahren 1773 bis 1780 von dem Architekten Victor Louis errichtet und mit dem Drama Athalie von Jean Racine begann am 7. April 1780 die Einweihung und der Theaterbetrieb.